# IC 1904
IC 1904 — галактика типу SBab () у сузір'ї Піч.
Цей об'єкт міститься в оригінальній редакції індексного каталогу.